# Browar Staropolski
Browar Staropolski – browar i rozlewnia piwa w Zduńskiej Woli.

## Historia
Browar Staropolski został założony w 1892, jako browar typu parowego. Jego pierwszym właścicielem i prawdopodobnie założycielem był Izrael Tykociner. Następnie został sprzedany Abramowi Warszawskiemu. Prawdopodobnie w 1902 przeszedł w ręce Zenona Anstadta, który był przedstawicielem znanej łódzkiej rodziny piwowarów. Anstadt rozwinął przedsiębiorstwo i stworzył wokół park na wzór tego, jaki był w podłódzkim Helenowie. Po śmierci Zenona Anstadta w 1914 spadkobiercą zakładu została jego żona Helena oraz dzieci Karol Gustaw, Oskar i Ella Małgorzata. W 1919 przedsiębiorstwo Browar Parowy Zenona Anstadta przeszło w ręce Józefa Ungera i Szymona Fürstenberga, a w 1921 do spółki doszła rodzina Magierkiewiczów.
W czasie II wojny światowej browar pozostawał pod nadzorem władz okupacyjnych. W 1945 stał się własnością rodziny Blusiewiczów, a w 1951 został upaństwowiony i włączony w skład Łódzkich Zakładów Piwowarskich. W 1996 spadkobiercy rodziny Blusiewiczów odzyskali zakład i od 1997 rozpoczęli produkcję piwa, jako firma rodzinna pod nazwą Przedsiębiorstwo Produkcyjno-Handlowe Browar Staropolski Teresa Strzelińska Spółka Jawna. Browar zmodernizowano i zwiększono jego moce produkcyjne do 100 tysięcy hektolitrów piwa rocznie. Pod koniec lat 90. XX wieku firma zaczęła eksportować swoje wyroby za granicę do Stanów Zjednoczonych Ameryki i Wielkiej Brytanii. Od 2002 browar podupadał w związku z problemami związanymi z konkurencją dużych grup piwowarskich, a w 2007 znacznie zmniejszył swoje moce produkcyjne.
W 2008 rodzina Strzelińskich sprzedała browar. Nabywcą zakładu została rodzina Sroczyńskich.
W 2009 Browar Staropolski wprowadził do sprzedaży nowe marki piwa Acan i Barrel, a także napój bezalkoholowy „Klik”. Zrezygnowano z rozlewu piwa do szklanych butelek na rzecz opakowań PET i puszek. W 2010 w browarze uwarzono najmocniejsze piwo w Polsce. Zawartość alkoholu w tym okolicznościowym piwie, zaprezentowanym na targach w Poznaniu wynosiła 21%.
W 2012 browar obchodził uroczyście 120 rocznicę powstania. W niedługim czasie po tym wydarzeniu zaprzestał produkcji. W lutym 2013 zarządzająca nim spółka ogłosiła upadłość.
W maju 2014 Browar Staropolski został nabyty w toku postępowania upadłościowego przez nowego właściciela, firmę Dystrybucja Pomorze Sp. z o.o.. W sierpniu tego samego roku została wznowiona produkcja, w której powrócono do szklanych butelek.